# Elerji
Elerji – wieś w Słowenii, w gminie miejskiej Koper. 1 stycznia 2018 liczyła 180 mieszkańców.